# 韓國社會學
《韓國社會學》是一份1964年起出版的韓國社會學學術期刊，由韓國社會學會發行、首爾大學出版社出版，現任主編是梨花女子大學社會學教授咸仁姬。該期刊是為了促進韓國社會學家的學術交流而誕生，並收錄針對韓國社會或相關主題進行研究的理論、量化研究或質性研究論文。1964年至2000年間，《韓國社會學》的發刊頻率是每年4次（季刊），2001年後改為雙月刊。

## 外部連結
- 《韓國社會學》官方網站 （英文）